# Jules Goossens

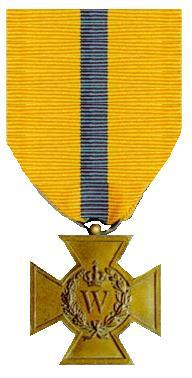
Bronzen Kruis

Jules Ferdinand Maria Hubertus Goossens (Venlo, 24 september 1897 - aldaar, 14 januari 1968) was Engelandvaarder.
Jules Goossens was de derde zoon van Antoine Emile Hubert Goossens (1860-1926) en Huberta Henrica Wilhelmina Antonia Receveur (1869-1955), beiden uit Venlo. Voorvader Goossens was de oprichter van de Goossens gloeilampenfabriek
Goossens was met zijn groep de laatste Engelandvaarder die in 1943 vertrok. De groep bestond uit de van Arenthals, Rein Bangma,  Tobias Biallosterski, Jan de Bloois, Johan August Brünings, Jacob van Grondelle, J.C. Jansen, Folkert de Koning (1923-2009), Bob Kruis, Anton Schrader, Jacob Snijders. Schipper Kees Koole had de vluchtboot meegenomen in het ruim van zijn Nooit Volmaakt van Leidschendam via de Schie, de Nieuwe Maas, de Oude Maas en door het Spui naar het Haringvliet. Vandaar vertrokken ze op 8 oktober 1943.

## Onderscheidingen
- Bronzen Kruis, wegens verzet, KB No. 9 van 9 maart 1944[1]
- Bronze Star, als liaison-officer 12th US Army Group, General Order 28-9-1945/273[2]